# 镇海卫城
镇海卫城，位于中国福建省龙海市隆教畲族乡镇海村，始建于明洪武二十年（1387年），清初迁界，卫城渐废，康熙二十年（1681年）复修为汛防城。城墙以块石垒砌，周围873丈，高2.2丈，平面呈椭圆形，东西偏长，南北较短，现存城墙2700米，残高4—7米。原设东西南北四门，后增一水门，城门用花岗岩条石叠砌。城内尚存三条古街巷，南门街有明代“父子承恩”石牌坊一座，以及城隍庙、文庙遗址、明代罗汉石造像等。镇海卫与天津卫、威海卫、金山卫并称为中国四大卫城。
2005年5月11日，镇海卫城墙列入第六批福建省文物保护单位。2013年3月5日公布为第七批全国重点文物保护单位。